# Estoy vivo
Estoy vivo fue una serie de televisión producida por Globomedia y estrenada el 7 de septiembre de 2017 en La 1 de TVE.
El 20 de diciembre de 2017, RTVE confirma la renovación de la serie por una segunda temporada. Después de renovar para una tercera temporada el 3 de abril de 2019, el 6 de febrero de 2020 se renueva para una cuarta temporada.

## Argumento

### Temporada 1
Andrés Vargas (Roberto Álamo) es un inspector de policía que muere persiguiendo al Carnicero de Medianoche (Mon Ceballos), un psicópata que ya ha matado a cinco mujeres. Vargas tendrá la oportunidad de regresar a la vida, pero cinco años más tarde y en el cuerpo de Manuel Márquez (Javier Gutiérrez), otro agente policial. Pero no estará solo en su regreso al mundo de los vivos, El Enlace/Iago (Alejo Sauras) será su compañero en estas circunstancias tan especiales. En su empeño por detener al Carnicero de Medianoche, Vargas, ahora Márquez, tendrá como compañera a Susana Vargas (Anna Castillo), su hija, que se ha convertido en una joven policía. Entre ellos tiene lugar una relación muy especial y juntos se enfrentarán a este asesino que vuelve a actuar cinco años después.

### Temporada 2
En la segunda temporada, Márquez, el Enlace, Sebas y toda la comisaría se deberán enfrentar a un personaje muy influyente y poderoso en el sector económico, Augusto Mendieta, que este guarda un secreto que tiene que ver con su corazón, con el Edificio Victoria y con el propio Enlace. Por otro lado, Márquez y El Enlace deberán ayudar a una niña pequeña que está buscando a su familia y que es de la época de la guerra civil española. También, se verá quién es el vencedor de la batalla entre el bien y el mal de una vez por todas.

### Temporada 3
Esta temporada empieza con un accidente de tráfico que cambia las reglas en la vida de la familia Vargas. Al parecer, todo indica que la responsable de este accidente es una mujer rubia misteriosa que ha llegado a la Tierra con un objetivo claro y que tiene en el punto de mira a Susana Vargas. Márquez, Sebas y el Enlace deberán descubrir cuál es el propósito verdadero de esta mujer y detenerla antes de que ponga en peligro a los habitantes de Vallecas y de todo el mundo. Por otro lado, los terrícolas de Vallecas son invadidos por unos seres de otro planeta del cual se desconoce el motivo de su llegada y sus verdaderas intenciones.

### Temporada 4
Todo empieza con un apagón mundial que afecta también a la Pasarela. En esos momentos Iago se encuentra en la Tierra para jugar un partido de fútbol y Susana y Adriana se ven afectadas por dicho apagón al estar en la Pasarela. En consecuencia del apagón, un autocar que se dirigía a Almería es víctima del mismo y desaparecen los integrantes del vehículo. Los Vengadores de Vallecas deberán investigar este suceso que les llevará a descubrir la existencia de una nueva organización llamada La Hermandad que puede poner en peligro la existencia de La Pasarela.

## Reparto

### Tabla del reparto
| Actor / Actriz          | Personaje                                                           | Temporada   | Temporada   | Temporada   | Temporada   | Capítulos   |
| Actor / Actriz          | Personaje                                                           | 1           | 2           | 3           | 4           | Capítulos   |
| Principales             | Principales                                                         | Principales | Principales | Principales | Principales | Principales |
| ----------------------- | ------------------------------------------------------------------- | ----------- | ----------- | ----------- | ----------- | ----------- |
| Javier Gutiérrez        | Andres Vargas Soto / Manuel Márquez                                 | Principal   | Principal   | Principal   | Principal   | 52          |
| Alejo Sauras            | Iago Márquez Loureiro "El Enlace DH65" / Santiago Figueroa/Mendieta | Principal   | Principal   | Principal   | Principal   | 52          |
| Anna Castillo           | Susana Vargas Bertrán                                               | Principal   | Principal   | Recurrente  |             | 34          |
| Cristina Plazas         | Laura Bertrán Acuña                                                 | Principal   | Principal   | Recurrente  | Principal   | 43          |
| Fele Martínez           | Óscar Santos García                                                 | Principal   | Principal   | Principal   | Principal   | 52          |
| Alfonso Bassave         | David Aranda Jiménez                                                | Principal   | Principal   | Principal   | Principal   | 51          |
| Jesús Castejón          | Sebastián "Sebas" Rey Cobos                                         | Principal   | Principal   | Principal   | Principal   | 52          |
| Lucía Caraballo         | Beatriz "Bea" Vargas Bertrán                                        | Principal   | Principal   | Recurrente  | Principal   | 41          |
| Goizalde Núñez          | María Fernández                                                     | Principal   | Principal   | Principal   | Principal   | 52          |
| Zorión Eguileor         | Arturo Vargas                                                       | Principal   | Invitado    |             |             | 14          |
| Luz Valdenebro          | Dolores "Lola" Arribas Muñoz                                        |             | Principal   |             |             | 10          |
| Aitana Sánchez-Gijón    | Laura Bertrán Acuña "Verónica Ruiz"                                 |             |             | Principal   |             | 13          |
| Jan Cornet              | Susana Vargas Bertrán "Adrián Villa"                                |             |             | Principal   |             | 13          |
| Laia Manzanares         | Carlota / Marta / Enlace DH4                                        |             |             | Principal   | Principal   | 25          |
| Guiomar Puerta          | Adriana Vargas                                                      |             |             |             | Principal   | 13          |
| Almagro San Miguel      | Mikel Uribe                                                         |             |             |             | Principal   | 12          |
| Pablo Vázquez           | Samuel Bertrán "Alfredo Landa"                                      |             |             |             | Principal   | 12          |
| Recurrentes e invitados |                                                                     |             |             |             |             |             |
| Julia Gutiérrez Caba    | Directora de la Pasarela                                            | Recurrente  | Recurrente  | Recurrente  | Recurrente  | 19          |
| Roberto Álamo           | Andrés Vargas Soto                                                  | Invitado    |             | Invitado    |             | 3           |
| Mon Ceballos            | Javier Carrasco "El Carnicero de Medianoche"                        | Recurrente  | Invitado    | Invitado    |             | 17          |
| Patricia Valley         | Cristina Plaza Castilla                                             | Recurrente  | Recurrente  |             |             | 21          |
| Ángela Arellano         | Patricia "Patri"                                                    | Recurrente  | Recurrente  |             |             | 16          |
| Lydia Ramírez           | Enlace DH72                                                         | Invitado    | Recurrente  | Recurrente  |             | 10          |
| Carolina Lapausa        | Gloria Samper                                                       | Recurrente  |             |             |             | 9           |
| Ester Expósito          | Ruth                                                                | Recurrente  |             |             |             | 8           |
| Sara Jiménez            | Estefanía "Fani" Figueroa Llanos                                    | Recurrente  |             |             |             | 11          |
| Iván Mendes             | John                                                                | Recurrente  |             |             |             | 10          |
| Chemi Moreno            | Juan Fernando Montero "El Pollo"                                    | Recurrente  | Recurrente  |             |             | 10          |
| June Velayos            | Sandra                                                              | Recurrente  | Invitado    | Recurrente  | Recurrente  | 19          |
| Artur Busquets          | Enrique Palacios / Enrique Mendieta                                 |             | Recurrente  |             |             | 10          |
| Laura Quirós            | Ángela Figueroa Moirón                                              |             | Recurrente  |             |             | 7           |
| Joaquín Abad            | Raúl Sánchez                                                        |             | Recurrente  |             |             | 7           |
| Santi Pons              | Augusto Mendieta                                                    |             | Recurrente  |             |             | 11          |
| Lucía Delgado           | Julia Moirón Velasco                                                |             | Recurrente  |             |             | 5           |
| Alejandra López         | Inmaculada "Inma"                                                   |             | Recurrente  | Recurrente  | Recurrente  | 18          |
| Lele Guillén            | Alicia Izquierdo                                                    |             |             | Recurrente  |             | 13          |
| Irene Rojo              | Beatriz "Bea" Vargas Bertrán "Rebe"                                 |             |             | Recurrente  |             | 12          |
| Pablo Alvera            | Pablo Minondo                                                       |             |             | Recurrente  | Recurrente  | 25          |
| Fran Lareu              | Julio Moya / David Aranda Jiménez                                   |             |             |             | Recurrente  | 8           |
| Susana Hornos           | Elena Gamboa                                                        |             |             |             | Recurrente  | 10          |

### Primera temporada

#### Principal
- Javier Gutiérrez – Manuel Márquez Novoa
- Anna Castillo – Susana Vargas Bertrán
- Alejo Sauras – Iago Márquez Loureiro / "El Enlace" DH65
- Cristina Plazas – Laura Bertrán Acuña
- Fele Martínez – Óscar Santos García
- Alfonso Bassave – David Aranda Jiménez
- Jesús Castejón – Sebastián "Sebas" Rey Cobos
- Zorión Eguileor – Arturo Vargas
- Lucía Caraballo – Beatriz "Bea" Vargas Bertrán
- Goizalde Núñez – María Fernández

Con la colaboración especial de
- Roberto Álamo – Andrés Vargas Soto (Episodios 1 y 5)
- Julia Gutiérrez Caba – Directora de la Pasarela (Episodios 1, 2, 5, 6 y 13)

#### Recurrente
- Mon Ceballos – Javier Carrasco "El Carnicero de Medianoche"
- Patricia Valley – Cristina Plaza Castilla (Episodios 1, 3, 5 - 7 y 9 - 13)
- Ángela Arellano – Patricia "Patri" (Episodios 2 - 7 - 13)
- Carolina Lapausa – Gloria Samper (Episodios 2 - 4, 7 - 11 y 13)
- Horacio Colomé – Agente de policía (Episodio 2)
- Ester Expósito – Ruth (Episodios 2 - 4, 6 - 9, 12 y 13)
- Sara Jiménez – Estefanía "Fani" Figueroa Llanos (Episodios 2 - 4, 6 - 11 y 13)
- Iván Mendes – Jon (Episodios 2 - 11 y 13)
- Chemi Moreno – Juan Fernando Montero "El Pollo" (Episodios 3, 4, 7 y 9)
- June Velayos – Sandra (Episodios 3, 5, 7, 8, 11 y 12)

#### Invitado
- Berta Mayol (Episodios 1 y 9)
- Lydia Ramírez – Funcionaria de la Pasarela / Enlace DH72 (Episodios 1 y 8)
- Pedro Almagro (Episodio 1 y 4)
- Carlos Wu (Episodio 1)
- Manuel Moya (Episodio 1)
- José Emilio Vera (Episodio 1)
- Fabia Castro (Episodio 1)
- David Rizzo (Episodios 2 y 6)
- Pedro Almagro (Episodio 3)
- Joaquín Pajarón (Episodios 3, 4 y 9)
- Ángela Vega (Episodio 3)
- Silvia Aranda (Episodios 3 y 10)
- Marco Blanquer (Episodios 3, 5 y 11)
- Carles Moreu (Episodios 4, 8 y 12)
- Flavio Rey (Episodios 4 y 12)
- Nelson Dante (Episodio 4)
- Juan Baraza (Episodio 4)
- María Jesús Garrido (Episodios 5 y 6)
- Tina Sainz - Anciana del 1B (Episodio 5)
- Paloma Paso Jardiel (Episodios 5, 6 y 13)
- Mara Ballesteros (Episodios 5 y 6)
- Manuel Serrato (Episodio 6)
- Inma Isla (Episodios 7 y 12)
- Pedro Beitia (Episodio 8)
- Laura Contreras (Episodio 8)
- Sarah Loggia (Episodio 9)
- Lidia Santos (Episodio 9)
- Lula Castellanos (Episodio 10)
- Natalia de Lope (Episodio 10)
- Carmela Lloret (Episodios 11 - 13)
- Natalia Hernández – Beatriz Vargas (adulta) (Episodios 11 - 13)
- Laura Río (Episodio 13)

### Segunda temporada

#### Principal
- Javier Gutiérrez – Manuel Márquez Novoa
- Anna Castillo – Susana Vargas Bertrán
- Alejo Sauras – Iago Márquez Loureiro / "El Enlace" DH65 / Santiago Figueroa/Mendieta
- Cristina Plazas – Laura Bertrán Acuña
- Fele Martínez – Óscar Santos García
- Alfonso Bassave – David Aranda Jiménez
- Jesús Castejón – Sebastián "Sebas" Rey Cobos
- Lucía Caraballo – Beatriz "Bea" Vargas Bertrán
- Goizalde Núñez – María Fernández
- Luz Valdenebro – Dolores "Lola" Arribas Muñoz (Episodios 14/1 - 22/9 y 26/13)

Con la colaboración especial de
- Ana Marzoa – Marta Alonso Villa (Episodios 14/1 y 17/4)
- Zorión Eguileor – Arturo Vargas (Episodio 26/13)
- Julia Gutiérrez Caba – Directora de la Pasarela (Episodios 14/1, 19/6, 22/9, 23/10 y 25/12 - 26/13)

#### Recurrente
- Artur Busquets – Enrique Palacios / Enrique Mendieta (Episodios 14/1 - 22/9 y 26/13)
- Laura Quirós – Ángela Figueroa Moirón (Episodios 14/1 - 19/6 y 25/12)
- Joaquín Abad – Raúl Sánchez (Episodios 14/1 - 19/6 y 26/13)
- Patricia Valley – Cristina Plaza Castilla (Episodios 14/1 - 17/4 y 19/6 - 25/12)
- Lucía Delgado – Julia Moirón Velasco (Episodios 15/2 - 19/6)
- Chema Adeva – Armando (Episodios 15/2 - 19/6)
- Santi Pons – Augusto Mendieta (Episodios 16/3 - 26/13)
- Ángela Arellano – Patricia "Patri" (Episodios 16/3, 17/4, 19/6 y 25/12)
- Chemi Moreno – Juan Fernando Montero "El Pollo" (Episodios 16/3, 17/4, 23/10 - 26/13)
- Alejandra López – Inma (Episodios 17/4, 18/5, 21/8 y 23/10 - 25/12)
- Manuel Bravo – Matón de Mendieta (Episodios 20/7 - 25/12)

#### Invitado
- Iker García Soto (Episodio 14/1)
- Lidya Ramírez – Funcionaria de la Pasarela / Enlace DH72 (Episodios 14/1, 23/10 y 26/13)
- Marco Blanquer (Episodios 14/1, 16/3 y 17/4)
- Tony Madigan (Episodios 14/1 y 15/2)
- Anna Wernike (Episodios 14/1 y 15/2)
- Manoli Sierra (Episodio 14/1)
- Pablo Lammers (Episodio 14/1)
- Josep Compte (Episodio 14/1)
- Jaime Valero (Episodio 14/1)
- Víctor Vidal (Episodios 15/2 y 16/3)
- Javier Taboada (Episodios 15/2 y 16/3)
- Víctor Castillo – Andrés Vargas (joven) (Episodios 15/2 y 22/9)
- Gonzalo Hermoso – Óscar Santos (joven) (Episodios 15/2 y 22/9)
- Alejandro Mesa – Sebastián Rey (joven) (Episodios 15/2 y 22/9)
- María Zuheros – Laura Bertrán (joven) (Episodios 15/2 y 22/9)
- Joaquín Mollá (Episodio 16/3)
- Alain Tran (Episodio 16/3)
- Raúl Tejón – Luis (Episodio 17/4)
- Beatriz Lafuente (Episodio 18/5)
- Christian Checa (Episodio 18/5)
- Álvaro Larrán (Episodio 18/5)
- Alicia González Laá – Abogada de Armando (Episodio 19/6)
- Antonio Mayans (Episodio 19/6)
- Ricardo Lacámara (Episodio 19/6)
- Juan Mandi (Episodio 19/6)
- Antonio Malonda (Episodio 19/6)
- Savitri Ceballos (Episodios 19/6 y 20/7)
- Alina Nastase (Episodio 19/6)
- Lesley Grant (Episodio 19/6)
- June Velayos – Sandra (Episodio 20/7)
- Muriel Sánchez (Episodio 20/7)
- Carlos Lorenzo (Episodio 20/7)
- Carlos Seguí (Episodio 20/7)
- Martín Bello (Episodio 21/8)
- Raquel Guerrero (Episodio 21/8)
- Jorge Silvestre (Episodio 22/9)
- Yassmine Othman (Episodio 22/9)
- Annabel Totusaus – Enfermera de Laura (Episodios 23/10 y 25/12)
- Fran Calvo (Episodios 23/10 y 24/11)
- Mon Ceballos – Javier Carrasco "El Carnicero de Medianoche" (Episodios 25/12 y 26/13)
- Paloma Paso Jardiel (Episodios 25/12 y 26/13)
- Carlos Aguillo (Episodio 25/12)
- Ángel Héctor Sánchez (Episodio 25/12)
- Nicolás del Valle (Episodio 25/12)

### Tercera temporada

#### Principal
- Javier Gutiérrez – Manuel Márquez Novoa
- Alejo Sauras – Iago Márquez Loureiro / "El Enlace" DH65 / Santiago Figueroa/Mendieta
- Aitana Sánchez-Gijón – Comisaria Verónica "Vero" Ruiz / Laura Bertrán Acuña
- Fele Martínez – Óscar Santos García
- Alfonso Bassave – David Aranda Jiménez
- Jesús Castejón – Sebastián "Sebas" Rey Cobos
- Goizalde Núñez – María Fernández
- Jan Cornet – Subinspector Adrián Villa López / Susana Vargas Bertrán
- Laia Manzanares – Carlota / Marta / Enlace DH4
- Irene Rojo – Rebeca "Rebe" / Beatriz Vargas Bertrán

Con la colaboración especial de
- Anna Castillo – Susana Vargas Bertrán (Episodios 27/1 - 31/5, 34/8, 37/11 y 39/13)
- Cristina Plazas – Laura Bertrán Acuña (Episodios 27/1, 28/2, 30/4 y 39/13)
- Lucía Caraballo – Beatriz "Bea" Vargas Bertrán (Episodios 27/1, 28/2, 30/4, 37/11 y 39/13)
- Roberto Álamo – Andrés Vargas Soto (Episodio 33/7)
- Julia Gutiérrez Caba – Directora de la Pasarela (Episodios 27/1, 29/3, 30/4, 37/11 y 39/13)

#### Recurrente
- Lele Guillén – Alicia Izquierdo
- David Trabuchelli (Episodios 27/1 - 33/7)
- Pablo Alvera – Pablo
- Lydia Ramírez – Funcionaria de la Pasarela / Enlace DH72 (Episodios 30/4, 35/9 y 37/11 - 39/13)
- June Velayos – Sandra (Episodios 32/6 - 39/13)
- Alejandra López – Inma (Episodios 33/7 y 35/9 - 38/12)

#### Invitado
- Elia Corral (Episodio 27/1)
- Stéphanie Magnin (Episodio 27/1)
- Rocío Anker (Episodios 27/1 y 28/2)
- Úrsula Murayama (Episodios 27/1 y 28/2)
- Daniela Estay (Episodios 27/1 y 28/2)
- Jorge Cabrera (Episodio 28/2)
- Javier Laorden (Episodio 28/2)
- Luis Vivanco (Episodio 28/2)
- Candela Serrat – Mónica Conde (Episodios 29/3 - 32/6)
- Carlos de Austria (Episodio 29/3)
- Quique Medina (Episodio 29/3 y 30/4)
- Verónica Ronda (Episodios 29/3, 31/5 y 39/13)
- Mat Cruz (Episodio 29/3)
- Casandra Balbás – Chica del parking (Episodio 29/3)
- Xavi Garrido (Episodio 30/4)
- Tony Lam (Episodios 30/4 y 37/11)
- Marco Blanquer – Teo (Episodios 32/6 - 34/8, 36/10, 38/12 y 39/13)
- Óscar Oliver (Episodio 32/6)
- Héctor Otones (Episodio 32/6)
- Josep Julien – Juan (Episodio 32/6)
- Héctor Meres – Antonio Ortega Monje "Antuán" (Episodios 33/7 - 36/10)
- Pedro Carrillo (Episodio 33/7)
- Nacho Aguirre (Episodio 33/7)
- Iván Sanz (Episodio 34/8)
- Ibai López (Episodio 34/8)
- Fran Berenger (Episodios 34/8 y 35/9)
- Manuel de Andrés (Episodios 34/8 y 36/10)
- Chemi Moreno – Juan Fernando Montero "El Pollo" (Episodio 36/10)
- Lucía Soria (Episodio 36/10)
- Coke Rodríguez (Episodio 36/10)
- Jon Rod (Episodios 37/11 - 39/13)
- Mon Ceballos – Javier Carrasco "El Carnicero de Medianoche" (Episodio 38/12 y 39/13)
- David Elorz (Episodio 38/12)
- Jordi Domènech (Episodios 38/12 y 39/13)
- Víctor Castillo – Andrés Vargas (joven) (Episodio 38/12)
- Gonzalo Hermoso – Óscar Santos (joven) (Episodio 38/12)
- Alejandro Mesa – Sebastián Rey (joven) (Episodio 38/12)
- María Zuheros – Laura Bertrán (joven) (Episodio 38/12)
- Carles Moreu (Episodio 38/12)
- Michael Garvey (Episodio 39/13)
- Jenny Beacraft (Episodio 39/13)
- Antonio García (Episodio 39/13)
- Sergio López (Episodio39/13)

### Cuarta temporada

#### Principal
- Javier Gutiérrez – Manuel Márquez Novoa
- Alejo Sauras – Iago Márquez Loureiro / "El Enlace" DH65 / Santiago Figueroa/Mendieta
- Cristina Plazas – Laura / Marta Bertrán Acuña
- Lucía Caraballo - Beatriz Vargas Bertrán (Episodio 40/1 - Episodio 42/3; Episodio 44/5 - Episodio 46/7; Episodio 48/9; Episodio 50/11 - Episodio 52/13)
- Laia Manzanares – Carlota / Marta / Enlace DH4 (Episodio 40/1 - Episodio 50/11; Episodio 52/13)
- Fele Martínez – Óscar Santos García
- Alfonso Bassave – David Aranda Jiménez (Episodio 40/1 - Episodio 43/4; Episodio 45/6 - Episodio 52/13)
- Jesús Castejón – Sebastián "Sebas" Rey Cobos
- Goizalde Núñez – María Fernández
- Guiomar Puerta - Adriana Márquez Vargas
- Almagro San Miguel - Mikel Uribe (Episodio 41/2 - Episodio 52/13)
- Pablo Vázquez - Samuel Bertrán / Alfredo Landa (Episodio 41/2 - Episodio 52/13)

#### Con la colaboración especial de
- Julia Gutiérrez Caba - Directora de la Pasarela (Episodio 41/2; Episodio 51/12 - Episodio 52/13)

#### Recurrente
- Alejandra López - Inma (Episodio 40/1 - Episodio 41/2; Episodio 43/4 - Episodio 52/13)
- Pablo Alvera - Pablo Minondo (Episodio 40/1 - Episodio 41/2; Episodio 43/4 - Episodio 52/13)
- Fran Lareu - Julio Moya / David Aranda Jiménez (Episodio 40/1 - Episodio 45/6; Episodio 47/8 - Episodio 48/9)
- Mireia Rey - Mila vda.de Moya (Episodio 41/2 - Episodio 45/6; Episodio 48/9; Episodio 52/13)
- Susana Hornos - Elena Gamboa (Episodio 43/4 - Episodio 52/13)
- Alan Miranda - Martin, hijo de Julio y Mila (Episodio 41/2 - Episodio 42/3; Episodio 43/4 - Episodio 48/9 - Episodio 50/11)
- Jaime Adalid - DH22 / Silva (Episodio 41/2 - Episodio 47/8; Episodio 49/10 - Episodio 51/12)
- Malena Gutiérrez - DH2, Anciana atracadora (Episodio 41/2 - Episodio 42/3; Episodio 46/7 - Episodio 47/8)
- María Garralón - DH3, Anciana atracadora (Episodio 41/2 - Episodio 42/3; Episodio 46/7 - Episodio 47/8)
- Mila Espiga - DH1, Anciana atracadora (Episodio 41/2 - Episodio 42/3; Episodio 46/7 - Episodio 47/8; Episodio 52/13)
- Magüi Mira - Paula Acuña, madre de Laura y Samuel (Episodio 50/11 - Episodio 51/12 - Episodio 52/13)

#### Invitado
- Anne Igartiburu - Ella Misma (Episodio 40/1)
- Albert Barniol - Él Mismo (Episodio 40/1)

## Episodios
| Temporada | Temporada | Episodios | Estreno                  | Final                   | Audiencia media | Audiencia media | Audiencia media   |
| Temporada | Temporada | Episodios | Estreno                  | Final                   | Espectadores    | Cuota           | Lineal + diferido |
| --------- | --------- | --------- | ------------------------ | ----------------------- | --------------- | --------------- | ----------------- |
|           | 1         | 13        | 7 de septiembre de 2017  | 14 de diciembre de 2017 | 2.163.000       | 14,1%           | –                 |
|           | 2         | 13        | 25 de septiembre de 2018 | 17 de diciembre de 2018 | 1.769.000       | 11,5%           | –                 |
|           | 3         | 13        | 26 de septiembre de 2019 | 19 de diciembre de 2019 | 1.388.000       | 9,2%            | –                 |
|           | 4         | 13        | 10 de marzo de 2021      | 9 de junio de 2021      | 969.000         | 5,9%            | 1.374.000         |
| TOTAL     | TOTAL     | 52        | 2017                     | 2021                    | 1.572.000       | 10,2%           | 1.674.000         |

### Primera temporada (2017)
| N.º en serie | N.º en temp. | Título                   | Dirigido por                         | Escrito por                                                                                                | Fecha de emisión original | Audiencia         |
| ------------ | ------------ | ------------------------ | ------------------------------------ | --- | ------------------------- | ----------------- |
| 1            | 1            | «La oportunidad»         | Oriol Ferrer                         | Daniel Écija, Jesús Mesas y Mercedes Cruz                                                                  | 7 de septiembre de 2017   | 2 477 000 (17,3%) |
| 2            | 2            | «No es humano»           | Jesús Rodrigo                        | Daniel Écija, Jesús Mesas, Guillem Clua y Jaime Palacios                                                   | 14 de septiembre de 2017  | 2 458 000 (16,7%) |
| 3            | 3            | «De mito a hombre»       | Jesús Rodrigo y Oriol Ferrer         | Daniel Écija, Jesús Mesas, Jon de la Cuesta, Fede Muñoz y Andrés Martín                                    | 21 de septiembre de 2017  | 2 223 000 (14,9%) |
| 4            | 4            | «Hoy ya es ayer»         | David Molina Encinas                 | Daniel Écija, Jesús Mesas, Jaime Palacios y Andrés Martín                                                  | 28 de septiembre de 2017  | 2 314 000 (14,9%) |
| 5            | 5            | «Más cerca que nunca»    | Oriol Ferrer                         | Daniel Écija, Jesús Mesas, Guillem Clua, Adriana Rivas, Jon de la Cuesta, Fede Muñoz y Guillermo Cisneros  | 5 de octubre de 2017      | 2 315 000 (15,2%) |
| 6            | 6            | «La vida sigue»          | Miguel Alcantud                      | Daniel Écija, Jesús Mesas, Andrés Martín y Jaime Palacios                                                  | 19 de octubre de 2017     | 2 092 000 (13,4%) |
| 7            | 7            | «Te echo de menos»       | David Molina Encinas                 | Daniel Écija, Jesús Mesas, Andrés Martín, Adriana Rivas, Jon de la Cuesta, Guillermo Cisneros y Fede Muñoz | 26 de octubre de 2017     | 1 918 000 (12,5%) |
| 8            | 8            | «Un cielo sin colores»   | Jesús Rodrigo                        | Daniel Écija, Jesús Mesas, Andrés Martín, Adriana Rivas, Jon de la Cuesta, Guillermo Cisneros y Fede Muñoz | 2 de noviembre de 2017    | 1 964 000 (12,7%) |
| 9            | 9            | «No me olvides»          | Oriol Ferrer                         | Daniel Écija, Jesús Mesas, Andrés Martín, Adriana Rivas, Jon de la Cuesta, Guillermo Cisneros y Fede Muñoz | 9 de noviembre de 2017    | 1 983 000 (11,9%) |
| 10           | 10           | «Lo que debemos hacer»   | David Molina Encinas                 | Daniel Écija, Jesús Mesas, Andrés Martín, Adriana Rivas, Jon de la Cuesta, Guillermo Cisneros y Fede Muñoz | 16 de noviembre de 2017   | 1 958 000 (13,0%) |
| 11           | 11           | «Por última vez»         | Jesús Rodrigo                        | Daniel Écija, Jesús Mesas, Andrés Martín, Adriana Rivas, Jon de la Cuesta, Guillermo Cisneros y Fede Muñoz | 23 de noviembre de 2017   | 2 023 000 (12,9%) |
| 12           | 12           | «Tengo algo que decirte» | Oriol Ferrer                         | Daniel Écija, Jesús Mesas, Andrés Martín, Adriana Rivas y Guillermo Cisneros                               | 30 de noviembre de 2017   | 2 085 000 (13,5%) |
| 13           | 13           | «Cuestión de sangre»     | David Molina Encinas y Jesús Rodrigo | Daniel Écija, Jesús Mesas, Andrés Martín, Adriana Rivas y Guillermo Cisneros                               | 14 de diciembre de 2017   | 2 304 000 (14,7%) |

### Segunda temporada (2018)
| N.º en serie | N.º en temp. | Título                     | Dirigido por                 | Escrito por                                                                                 | Fecha de emisión original | Audiencia         |
| ------------ | ------------ | -------------------------- | ---------------------------- | ------------------------------------------------------------------------------------------- | ------------------------- | ----------------- |
| 14           | 1            | «El Rey de la baraja»      | Jesús Rodrigo                | Daniel Écija, Jesús Mesas, Andrés Martín, Adriana Rivas, Mercedes Cruz y Guillermo Cisneros | 25 de septiembre de 2018  | 1 665 000 (11,5%) |
| 15           | 2            | «Secretos compartidos»     | Oriol Ferrer                 | Daniel Écija, Jesús Mesas, Andrés Martín, Adriana Rivas y Guillermo Cisneros                | 2 de octubre de 2018      | 1 369 000 (8,6%)  |
| 16           | 3            | «La leyenda del hilo rojo» | David Molina Encinas         | Daniel Écija, Jesús Mesas, Andrés Martín, Adriana Rivas, Mercedes Cruz y Guillermo Cisneros | 9 de octubre de 2018      | 1 695 000 (11,2%) |
| 17           | 4            | «La llave»                 | Jesús Rodrigo                | Jesús Mesas, Andrés Martín, Adriana Rivas y Guillermo Cisneros                              | 15 de octubre de 2018     | 2 107 000 (13,4%) |
| 18           | 5            | «Ángela»                   | Oriol Ferrer                 | Jesús Mesas, Andrés Martín, Adriana Rivas, Guillermo Cisneros y Javier Andrés Roig          | 22 de octubre de 2018     | 1 732 000 (11,2%) |
| 19           | 6            | «Un hombre de palabra»     | Luis Oliveros                | Daniel Écija, Jesús Mesas, Andrés Martín, Guillermo Cisneros y Javier Andrés Roig           | 29 de octubre de 2018     | 1 820 000 (12,5%) |
| 20           | 7            | «Entre dos mundos»         | Jesús Rodrigo                | Jesús Mesas, Andrés Martín, Guillermo Cisneros y Marina Velázquez                           | 5 de noviembre de 2018    | 1 687 000 (10,9%) |
| 21           | 8            | «La caja»                  | Oriol Ferrer                 | Jesús Mesas, Andrés Martín, Guillermo Cisneros, Marina Velázquez y Javier Andrés Roig       | 12 de noviembre de 2018   | 1 864 000 (12,1%) |
| 22           | 9            | «Mentiras y latidos»       | Luis Oliveros                | Jesús Mesas, Andrés Martín, Guillermo Cisneros, Marina Velázquez y Javier Andrés Roig       | 19 de noviembre de 2018   | 1 757 000 (11,1%) |
| 23           | 10           | «Relaciones personales»    | Jesús Rodrigo                | Daniel Écija, Andrés Martín, Guillermo Cisneros y Javier Andrés Roig                        | 26 de noviembre de 2018   | 1 885 000 (11,9%) |
| 24           | 11           | «El punto de partida»      | Oriol Ferrer                 | Daniel Écija, Andrés Martín, Guillermo Cisneros y Javier Andrés Roig                        | 3 de diciembre de 2018    | 1 710 000 (10,8%) |
| 25           | 12           | «Un paso adelante»         | Luis Oliveros                | Daniel Écija, Andrés Martín, Guillermo Cisneros y Javier Andrés Roig                        | 10 de diciembre de 2018   | 1 813 000 (11,9%) |
| 26           | 13           | «Dormíamos despiertos»     | Jesús Rodrigo y Oriol Ferrer | Daniel Écija, Andrés Martín, Guillermo Cisneros y Javier Andrés Roig                        | 17 de diciembre de 2018   | 1 892 000 (12,2%) |

### Tercera temporada (2019)
| N.º en serie | N.º en temp. | Título                             | Dirigido por         | Escrito por                                                                                           | Fecha de emisión original | Audiencia         |
| ------------ | ------------ | ---------------------------------- | -------------------- | --- | ------------------------- | ----------------- |
| 27           | 1            | «La muerte forma parte de la vida» | Jesús Rodrigo        | Daniel Écija, Andrés Martín, Guillermo Cisneros, Adriana Rivas, Mireia Llinás y Belén Sánchez-Arévalo | 26 de septiembre de 2019  | 1 595 000 (11,1%) |
| 28           | 2            | «Espérame»                         | Jesús Rodrigo        | Daniel Écija, Guillermo Cisneros, Adriana Rivas y Belén Sánchez-Arévalo                               | 3 de octubre de 2019      | 1 399 000 (9,4%)  |
| 29           | 3            | «El recuerdo del olvido»           | Oriol Ferrer         | Daniel Écija, Guillermo Cisneros, Andrés Martín y Mireia Llinás                                       | 10 de octubre de 2019     | 1 473 000 (9,5%)  |
| 30           | 4            | «Infinito»                         | Luis Oliveros        | Daniel Écija, Guillermo Cisneros, Andrés Martín, Adriana Rivas, Mireia Llinás y Belén Sánchez-Arévalo | 17 de octubre de 2019     | 1 422 000 (9,4%)  |
| 31           | 5            | «Confesiones a medianoche»         | Lucas Gil            | Daniel Écija, Guillermo Cisneros, Andrés Martín, Adriana Rivas, Mireia Llinás y Belén Sánchez-Arévalo | 24 de octubre de 2019     | 1 517 000 (10,0%) |
| 32           | 6            | «La navaja de Ockham»              | Oriol Ferrer         | Daniel Écija, Guillermo Cisneros, Andrés Martín, Adriana Rivas, Mireia Llinás y Belén Sánchez-Arévalo | 31 de octubre de 2019     | 1 061 000 (7,9%)  |
| 33           | 7            | «El amor de mi vida»               | Jesús Rodrigo        | Daniel Écija, Guillermo Cisneros, Andrés Martín, Adriana Rivas, Mireia Llinás y Belén Sánchez-Arévalo | 7 de noviembre de 2019    | 1 360 000 (8,5%)  |
| 34           | 8            | «El interior del ser vivo»         | Luis Oliveros        | Daniel Écija, Guillermo Cisneros, Andrés Martín, Adriana Rivas, Mireia Llinás y Belén Sánchez-Arévalo | 14 de noviembre de 2019   | 1 424 000 (9,3%)  |
| 35           | 9            | «Allí donde solíamos estar»        | David Molina Encinas | Daniel Écija, Guillermo Cisneros, Andrés Martín, Adriana Rivas y Belén Sánchez-Arévalo                | 21 de noviembre de 2019   | 1 407 000 (9,2%)  |
| 36           | 10           | «Los ángeles también lloran»       | Lucas Gil            | Daniel Écija, Guillermo Cisneros, Andrés Martín, Adriana Rivas, Mireia Llinás y Belén Sánchez-Arévalo | 28 de noviembre de 2019   | 1 377 000 (9,2%)  |
| 37           | 11           | «Lo que eres realmente»            | Luis Oliveros        | Daniel Écija, Guillermo Cisneros, Andrés Martín, Adriana Rivas, Mireia Llinás y Belén Sánchez-Arévalo | 5 de diciembre de 2019    | 1 203 000 (7,9%)  |
| 38           | 12           | «Principio y fin»                  | David Molina Encinas | Daniel Écija, Guillermo Cisneros, Andrés Martín, Adriana Rivas, Mireia Llinás y Belén Sánchez-Arévalo | 12 de diciembre de 2019   | 1 267 000 (8,5%)  |
| 39           | 13           | «Fue bonito mientras duró»         | Jesús Rodrigo        | Daniel Écija, Guillermo Cisneros, Andrés Martín, Adriana Rivas, Mireia Llinás y Belén Sánchez-Arévalo | 19 de diciembre de 2019   | 1 542 000 (10,0%) |

### Cuarta temporada (2021)
| N.º en serie | N.º en temp. | Título                      | Dirigido por                        | Escrito por                                                                               | Fecha de emisión original | Audiencia        |
| ------------ | ------------ | --------------------------- | ----------------------------------- | ----------------------------------------------------------------------------------------- | ------------------------- | ---------------- |
| 40           | 1            | «El apagón»                 | Jesús Rodrigo                       | Daniel Écija, Guillermo Cisneros, Andrés Martín, Adriana Rivas, Luis Moya y María Miranda | 10 de marzo de 2021       | 1 306 000 (7,9%) |
| 41           | 2            | «La elegida»                | Jesús Rodrigo                       | Daniel Écija, Guillermo Cisneros, Andrés Martín, Adriana Rivas, Luis Moya y María Miranda | 17 de marzo de 2021       | 1 066 000 (6,2%) |
| 42           | 3            | «El duodécimo pasajero»     | Luis Oliveros                       | Daniel Écija, Guillermo Cisneros, Andrés Martín, Adriana Rivas, Luis Moya y María Miranda | 24 de marzo de 2021       | 1 140 000 (6,7%) |
| 43           | 4            | «Los regresados»            | Luis Oliveros                       | Daniel Écija, Guillermo Cisneros, Andrés Martín, Adriana Rivas, Luis Moya y María Miranda | 31 de marzo de 2021       | 1 254 000 (7,6%) |
| 44           | 5            | «La eternidad a tu alcance» | Antonio Díaz Huerta                 | Daniel Écija, Guillermo Cisneros, Andrés Martín, Luis Moya y María Miranda                | 7 de abril de 2021        | 961 000 (5,5%)   |
| 45           | 6            | «La mejor manera de llegar» | Luis Oliveros                       | Daniel Écija, Guillermo Cisneros, Andrés Martín, Adriana Rivas, Luis Moya y María Miranda | 14 de abril de 2021       | 910 000 (5,3%)   |
| 46           | 7            | «Este cuerpo no es el mio»  | Antonio Díaz Huerta y Luis Oliveros | Daniel Écija, Guillermo Cisneros, Andrés Martín, Adriana Rivas, Luis Moya y María Miranda | 28 de abril de 2021       | 949 000 (5,4%)   |
| 47           | 8            | «Sobrenatural»              | Luis Oliveros                       | Daniel Écija, Guillermo Cisneros, Andrés Martín, Adriana Rivas, Luis Moya y María Miranda | 5 de mayo de 2021         | 837 000 (4,9%)   |
| 48           | 9            | «Mi propio objetivo»        | Luis Oliveros                       | Daniel Écija, Guillermo Cisneros, Andrés Martín, Luis Moya y María Miranda                | 12 de mayo de 2021        | 836 000 (5,1%)   |
| 49           | 10           | «Toda una vida»             | David Molina Encinas                | Daniel Écija, Guillermo Cisneros, Andrés Martín, Luis Moya y María Miranda                | 19 de mayo de 2021        | 882 000 (5,6%)   |
| 50           | 11           | «El lago»                   | Antonio Díaz Huerta                 | Daniel Écija, Guillermo Cisneros, Andrés Martín, Luis Moya y María Miranda                | 26 de mayo de 2021        | 780 000 (4,8%)   |
| 51           | 12           | «Últimos días en la Tierra» | Luis Oliveros                       | Daniel Écija, Guillermo Cisneros, Andrés Martín, Luis Moya y María Miranda                | 2 de junio de 2021        | 865 000 (5,5%)   |
| 52           | 13           | «La cuarta dimensión»       | David Molina Encinas                | Daniel Écija, Guillermo Cisneros, Andrés Martín, Luis Moya y María Miranda                | 9 de junio de 2021        | 807 000 (5,6%)   |

## Premios y nominaciones

### Premios Feroz
| Año  | Categoría                           | Nominados             | Resultado |
| ---- | ----------------------------------- | --------------------- | --------- |
| 2017 | Mejor actor de reparto de una serie | Alejo Sauras          | Nominado  |
| 2017 | Mejor serie dramática               | Mejor serie dramática | Nominada  |

### Premios Fotogramas de Plata
| Año  | Categoría                               | Nominados                               | Resultado |
| ---- | --------------------------------------- | --------------------------------------- | --------- |
| 2017 | Mejor actor de televisión               | Alejo Sauras                            | Ganador   |
| 2017 | Mejor serie española según los lectores | Mejor serie española según los lectores | Nominada  |

### Premios Iris
| Año  | Categoría                      | Nominados | Resultado |
| ---- | ------------------------------ | --- | --------- |
| 2018 | Mejor ficción                  | Mejor ficción | Nominada  |
| 2018 | Mejor guion                    | Daniel Écija, Jesús Mesas, Guillermo Cisneros, Jon de la Cuesta, Federico Muñoz, Andrés Martín, Guillermo Clua, Jaime Palacios, Mercedes Cruz y Adriana Rivas | Nominados |
| 2018 | Mejor interpretación masculina | Javier Gutiérrez | Nominado  |

### Premios MiM Series
| Año  | Categoría                               | Nominados | Resultado |
| ---- | --------------------------------------- | --- | --------- |
| 2017 | Mejor dirección                         | Oriol Ferrer, Jesús Rodrigo, David Molina Encinas y Miguel Alcantud                                                                                           | Nominados |
| 2017 | Mejor guion                             | Daniel Écija, Jesús Mesas, Guillermo Cisneros, Jon de la Cuesta, Federico Muñoz, Andrés Martín, Guillermo Clua, Jaime Palacios, Mercedes Cruz y Adriana Rivas | Ganadores |
| 2017 | Mejor interpretación femenina de drama  | Anna Castillo | Nominada  |
| 2017 | Mejor interpretación masculina de drama | Javier Gutiérrez | Ganador   |
| 2017 | Mejor serie dramática                   | Mejor serie dramática | Nominada  |
| 2018 | Mejor interpretación femenina de drama  | Cristina Plazas | Nominada  |

### Premios Ondas
| Año  | Categoría                                      | Nominados        | Resultado |
| ---- | ---------------------------------------------- | ---------------- | --------- |
| 2017 | Mejor intérprete masculino en ficción nacional | Javier Gutiérrez | Ganador   |

### Premios Unión de Actores
| Año  | Categoría                              | Nominados        | Resultado |
| ---- | -------------------------------------- | ---------------- | --------- |
| 2018 | Mejor actor revelación                 | Mon Ceballos     | Nominado  |
| 2019 | Mejor actor protagonista de televisión | Javier Gutiérrez | Nominado  |
| 2019 | Mejor actor secundario de televisión   | Alejo Sauras     | Nominado  |

### Premios Zapping
| Año  | Categoría   | Nominados    | Resultado |
| ---- | ----------- | ------------ | --------- |
| 2018 | Mejor actor | Alejo Sauras | Ganador   |

## Adaptaciones
En septiembre de 2018, días antes del estreno en televisión de la segunda temporada, CBS confirma que se encuentra preparando una adaptación estadounidense de la serie junto a David Wilcox, que llevará por título Far Rockaway.
El 27 de enero de 2019, se anunció que Francia e Italia están desarrollando sus respectivas adaptaciones.